# Гвадалупе Нава Елизалде, Салитрал де Карера (Виља де Рамос)
Гвадалупе Нава Елизалде, Салитрал де Карера (шп. Guadalupe Nava Elizalde, Salitral de Carrera) насеље је у Мексику у савезној држави Сан Луис Потоси у општини Виља де Рамос. Насеље се налази на надморској висини од 2050 м.

## Становништво
Према подацима из 2005. године у насељу су живела 3 становника.

### Хронологија
| Година       | 2005 |
| ------------ | ---- |
| Становништво | 3    |

### Попис
| # | Индикатор                        | Вредност |
| - | -------------------------------- | -------- |
| 1 | Укупно појединачних домаћинстава | 2        |